# Radio Internacional de China
Radio Internacional de China (RIC en español, CIR en inglés), antiguamente Radio Beijing, es una de las dos emisoras de radio que pertenecen a la República Popular China. Fue fundada el 3 de diciembre de 1941. Hay una versión de esta emisora por cada uno de los siguientes idiomas: chino mandarín, coreano, esperanto, ruso, francés, español, árabe de Egipto, japonés, alemán e inglés. Es una emisora que mezcla informativos, música y emite todo tipo de programas culturales relacionados con China.

## Radio Olímpica
En julio de 2006, RIC lanzó una nueva estación de radio llamada "RIC Olímpico Radio" en 900 kHz AM en Pekín; en idiomas chino mandarín, coreano, esperanto, ruso, francés, español, árabe de Egipto, japonés, alemán e inglés —las 24 horas del día—. Desapareció un mes después de la finalización de Juegos Paralímpicos de Pekín 2008. Actualmente es una emisora que mezcla deportes de interés general con toda clase de música en los diferentes idiomas que son oficiales en China.